# وزارة الدفاع (الصومال)
وزارة الدفاع الصومالية (بالصومالية: Wasaaradda Gaashaandhigga Soomaaliya)‏ هي الوزارة المسؤولة عن التنسيق والإشراف على جميع وكالات ومهام الحكومة المتعلقة مباشرة بالأمن القومي كما تشرف على القوات المسلحة الصومالية، ويعتبر الرئيس الصومالي القائد الأعلى للقوات المسلحة في البلاد.
توفر وزارة الدفاع الإطار السياسي والموارد للقوات المسلحة للاضطلاع بمسؤوليتها في سياق الدفاع عن البلاد.
القوات المسلحة (بما في ذلك الجيش الصومالي والقوات الجوية الصومالية والبحرية الصومالية) تحت إشراف وزارة الدفاع هي المسؤولة بشكل أساسي عن ضمان السلامة الإقليمية للأمة.
وزير الدفاع الصومالي الحالي هو عبد القادر محمد نور.

## خلفية تاريخية
تاريخيًّا كان المجتمع الصومالي يميز المحاربين باسم خاص هو ( waranle )، واعتُبِر جميع الذكور الصوماليين جنودًا محتملين، باستثناء رجل الدين المعروف بـ ( الوداد). احتفظت العديد من سلطنات الصومال بقوات نظامية.
في أوائل العصور الوسطى، أشعل غزو شيوا من قبل سلطنة إيفات تنافسًا على السيادة مع سلالة سليمان.
في عام 1914، تم تشكيل فيلق الجِمال في أرض الصومال البريطانية وشهدت الخدمة قبل وأثناء وبعد الغزو الإيطالي للإقليم خلال الحرب العالمية الثانية.
بعد الاستقلال، اندمج ما تبقى من الدراويش مع كشافة أرض الصومال البريطانية السابقة والمجندين الجدد لتشكيل جيش وطني يصومالي نواته 5000 مجند.
واختير العقيد داود عبد الله حرسي قائدا أعلى للقوات المسلحة، وكان ضابطا في قوة شرطة الإدارة العسكرية البريطانية، المعروفة بـ الدرك الصومالي.
وتلقى الضباط والمجندون تدريبات عسكرية في المملكة المتحدة ومصر وإيطاليا. على الرغم من الفوائد الاجتماعية والاقتصادية التي جلبتها الخدمة العسكرية، بدأت القوات المسلحة الصومالية تعاني من نقص مزمن في القوى العاملة بعد سنوات قليلة فقط من الاستقلال.
بعد الانقلاب العسكري عام 1969، تم اختيار معظم وزراء الدفاع من المجلس الثوري الأعلى حتى 1990-1991. فقد اللواء محمد عينانشي، عضو المجلس الثوري، حقيبته وزير الدفاع في 10 أبريل 1971 قبل إلقاء القبض عليه في 4 مايو / أيار 1971.
أدى اندلاع الحرب الأهلية الصومالية في أواخر الثمانينيات وبداية التسعينات إلى تفكك القوات المسلحة تمامًا، وانهيار النظام بالكامل.
أعيد تشكيل القوات المسلحة الصومالية تدريجياً بعد تشكيل الحكومة الاتحادية الانتقالية في عام 2004.
وتناوب العديد من الوزراء على منصب وزير الدفاع، من أبرزهم: عبد الحكيم محمد فقي، دبلوماسي صومالي سابق عمل في واشنطن، اختير وزيرا للدفاع في منتصف نوفمبر 2010. في الوقت الذي كانت قوات حركة الشباب تحتل فيه مبنى وزارة الدفاع في ذلك الوقت. المبنى الذي كان يتكون في ذلك الوقت من غرفتين فقط، بدون انترنت أو كهرباء.
وبعد تسليمه الوزارة لم تكن حينها شيئا يُذكر.

## الهيكل التنظيمي
- وزير الدفاع
  - نائب وزير
    - الأمين العام
      - تحت سلطة الأمين العام
        - دائرة التدقيق الداخلي والتحقيق
        - أمانة مجلس القوات المسلحة الصومالية
        - وحدة مؤشرات الأداء الرئيسية
        - الشعبة القانونية
        - وحدة الاتصالات الاستراتيجية
        - وحدة النزاهة

      - نائب الأمين العام (التنمية)
        - شعبة التنمية
        - شعبة المشتريات
        - هيئة فهرسة القوات المسلحة الصومالية

      - نائب الأمين العام (السياسة)
        - شعبة السياسات والتخطيط الاستراتيجي
        - شعبة صناعة الدفاع
        - مستودع احتياطي الدفاع

      - نائب الأمين العام (الإدارة)
        - شعبة إدارة الموارد البشرية
        - شعبة إدارة المعلومات
        - قسم التمويل
        - قسم الحساب
        - شعبة الإدارة

      - قائد قوات الدفاع
        - قائد الجيش
        - قائد البحرية
        - قائد القوات الجوية
        - قائد القوة المشتركة
        - مدير استخبارات الدفاع العام
        - رئيس أركان القوات المسلحة الصومالية

## وزراء الدفاع
- علي إسماعيل يعقوب 1960 - 1969
- محمد علي سمتر 1967 - 1987
- عمر حاج محمد 1981 - 1982
- آدم عبد الله نور 1986 - 1988
- حسين شيخ عبد الرحمن 1989 - 1990
- محي الدين محمد حاج إبراهيم 2008 - 2008
- حسين شيخ عبد الرحمن 2008 - 2008
- محمد عبدي محمد 2009 - 2010
- يوسف محمد سياد 2010 -2011
- عبد الحكيم محمود حاجي فقي 2011 - 2011
- حسين عرب عيسى 2011 - 2012
- عبد الحكيم محمود حاجي فقي 2012 - 2014
- محمد شيخ حسن 2014 - 2015
- عبد القادر شيخ ديني 2015 - 2017
- عبد الرشيد عبد الله محمد 2017 - 2017
- حسن علي محمد 2017 - 2021
- عبد القادر محمد نور 2021 - حالي

## روابط خارجية
- الموقع الرسمي
- الإدارة الإقليمية لبنادير - الحكومة الفيدرالية الانتقالية الصومالية